# Чемпионат России по греко-римской борьбе 2024
Чемпионат России по греко-римской борьбе 2024 года, который прошёл в подмосковном городе Наро-Фоминске с 17 по 21 января в КСК «Нара».

## Медалисты[3][4]
| Категория | Золото                                           | Серебро                                          | Бронза                                                                         |
| --------- | ------------------------------------------------ | ------------------------------------------------ | ------------------------------------------------------------------------------ |
| до 55 кг  | Виталий Кабалоев · Мордовия                      | Амаяк Осипов · Краснодарский край                | Мавлуд Ризманов · Ростовская область Виктор Ведерников · Новосибирская область |
| до 60 кг  | Эмин Сефершаев · Ямало-Ненецкий автономный округ | Довуджон Тошев · Санкт-Петербург                 | Андрей Иванов · Московская область Сергей Чигирев · Краснодарский край         |
| до 63 кг  | Сергей Емелин · Мордовия                         | Жамболат Локьяев · Мордовия                      | Гаврил Анжиганов · Красноярский край Роман Иванов · Владимирская область       |
| до 67 кг  | Руслан Бичурин · Мордовия                        | Азамат Ахмедов · Ямало-Ненецкий автономный округ | Ашот Егизаров · Краснодарский край Адам Гаужаев · Московская область           |
| до 72 кг  | Нарек Оганян · Воронежская область               | Ален Мирзоян · Свердловская область              | Имран Алиев · Краснодарский край Станислав Климов · Мордовия                   |
| до 77 кг  | Сергей Степанов · Новосибирская область          | Сергей Кутузов · Тюменская область               | Ислам Барахоев · Москва Адлет Тюлюбаев · Московская область                    |
| до 82 кг  | Ислам Алиев · Краснодарский край                 | Рафаэль Юнусов · Севастополь                     | Станислав Псеунов · Москва Имам Алиев · Чечня                                  |
| до 87 кг  | Вааг Маргарян · Красноярский край                | Адлан Акиев · Красноярский край                  | Тимур Чепчигашев · Красноярский край Ауэс Гонибов · Краснодарский край         |
| до 97 кг  | Муса Евлоев · Москва                             | Александр Головин · Краснодарский край           | Магомед Мухтаров · Дагестан Никита Мельников · Красноярский край               |
| до 130 кг | Нохчо Лабазанов · Башкортостан                   | Марат Кампаров · Москва                          | Виталий Щур · Кемеровская область Михаил Лаптев · Новосибирская область        |